# Princesa Azul
Princesa Azul, född 3 februari 2000 i Cuautitlán Izcalli, i delstaten Mexiko, är en mexikansk luchadora (fribrottare). Hon har varit ett av de största kvinnliga namnen på den oberoende mexikanska fribrottarscenen under senare delen av 2010-talet. Sedan 2019 brottas hon regelbundet i Kaoz Lucha Libre, en samarbetspartner till Lucha Libre AAA Worldwide och sedan slutet av 2019 det största lucha libre-förbundet i Regiomontana.
Som många andra mexikanska fribrottare uppträder hon med fribrottningsmask, enligt traditionerna inom lucha libre. Hennes riktiga namn och identitet är således inte känt av allmänheten.

## Biografi

### Tidiga år och lokala framgångar

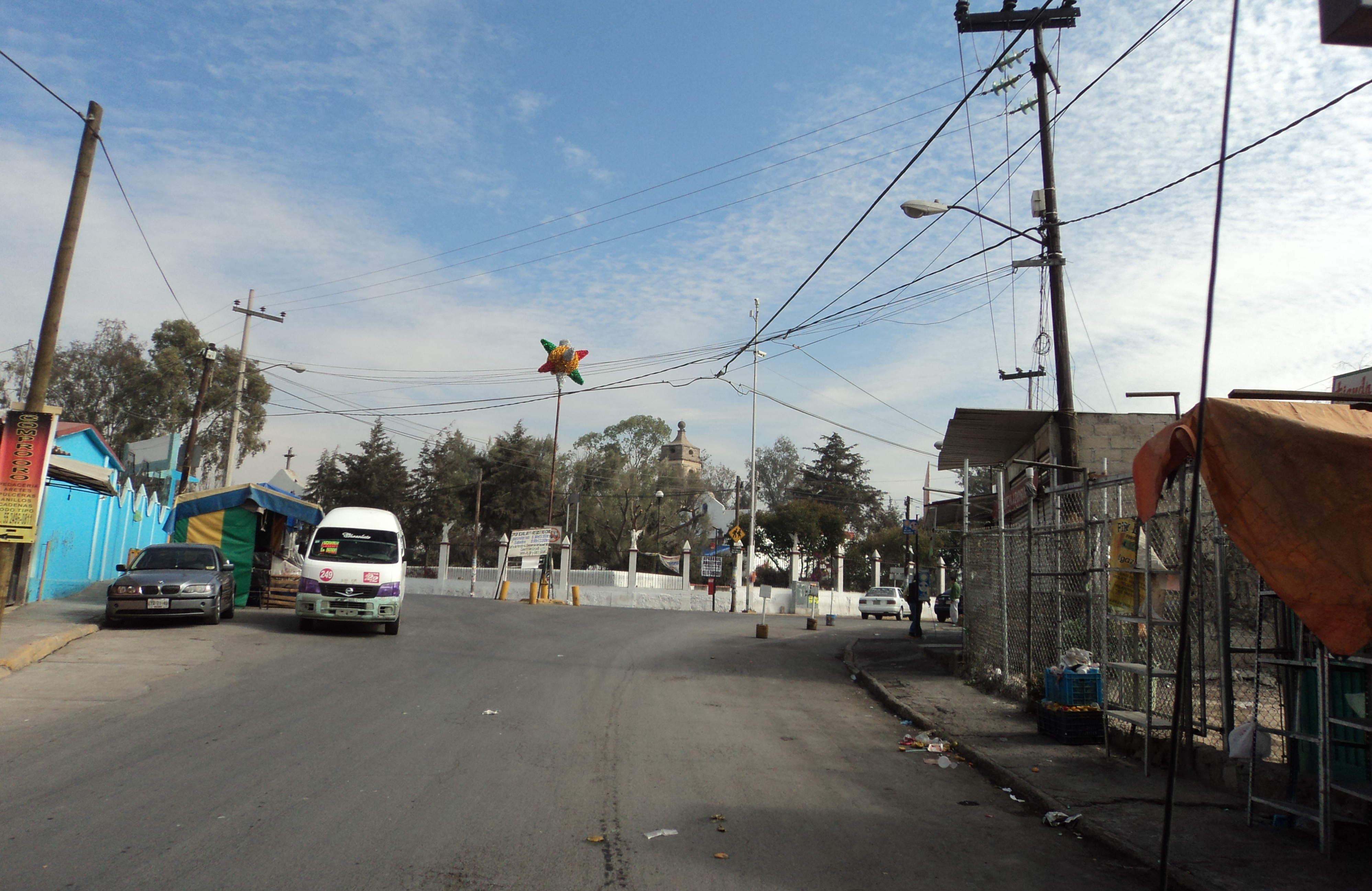
Cuautitlán Izcalli.

När Princesa Azul var tolv år gammal inledde hon sin träning inom lucha libre på El Hijo de Anibals gym i hemstaden Cuautitlán Izcalli. År 2016 började hon sedan att på allvar satsa på sporten och blev professionell. Redan 2017 började hon att brottas i Alianza Universal De Lucha Libre (AULL), ett av de då största oberoende förbunden i Mexiko, vars evenemang visades på mexikansk TV. Hon presenterades som ett barnbarn till den framgångsrike mexikanske fribrottaren Aníbal, vars son El Hijo de Aníbal (Aníbal Jr.) också vid denna tidpunkt var hennes tränare. Azul påstod i intervjuer att hon var El Hijo de Aníbals dotter och en del av Aníbaldynastin. I sin hemstad Cuautitlán Izcalli erövrade hon den 4 april 2018 sitt första titelbälte. Den dagen besegrade hon Isis för att vinna AIWA Universal Ladies Championship i förbundet American Independent Wrestling Alliance (AIWA), en samarbetspartner till Consejo Mundial de Lucha Libre.

### Affischnamn i Mexico City med omnejd, 2018–
År 2018 brottades hon ofta i Desastre Total Ultraviolento (DTU), ett förbund baserat i Pachuca de Soto som är känt för extrem fribrottning men också för att ge yngre talanger en chans inom sporten. I samma veva gjorde hon sin debut i MexaWrestling och deras hemmaarena Arena San Juan Pantitlán, på gränsen mellan Pantitlán i Mexico City och Ciudad Nezahualcóyotl. I MexaWrestling ställdes hon mot meriterade kvinnliga fribrottare som Keyra och Diosa Quetzal. Större delen av sommaren 2018 brottades Princesa Azul i Monterreybaserade Lucha Libre Femenil.
Den 20 oktober 2018 debuterade hon i Lucha Libre AAA Worldwide genom uppträdande på arenan Arena Lopez Mateos i Tlalnepantla. Detta skulle komma att bli hennes enda officiella framträdande i AAA, även om hon deltog i flera oberoende evenemang sponsrade av AAA fram till mars 2019.
I intervjuer under våren 2019 kallade hon Keira sin favoritmotståndare, tillika främsta rival i ringen. Hon uttryckte att ett av hennes främsta mål i karriären var att ta sig till förbundet World Wrestling Counsil i Puerto Rico.
Den 6 november 2019, i förbundet IPW Lucha Libre, besegrade hon Reina Dorada i Guanajuato. Därmed erhöll hon den senares titelbälte IPW Femenil.

### Nación Lucha Libre
Den 16 september 2019, vid ett evenmang anordnat av de Mexico City-baserade förbundet AIWA, bärgade Princesa Azul en ny titel. Hon tog hem bältet AIWA Peso Medio Campeonato, efter att i Auditorio Munciipal Benito Juárez i Cuautitlan ha besegrat sin motståndare Morgana via diskvalifikation. En vecka senare, den 24 september 2019, deltog hon i ett TV-sänt evenemang via det kortlivande förbundet Nación Lucha Libre. I matchen ställdes hon tillsammans med Crazy Star mot laget bestående av Lolita Ángel och Diosa Quetzal. De förlorade matchen efter att under matchens gång ha blivit attackerade av Goya Alvarado bakom domarens rygg. Hon hann göra ytterligare fyra matcher för Nación Lucha Libre innan förbundet abrupt stängdes ner i slutet av 2018, till stor del på grund av ägaren Alberto del Rios rättsliga probem.

### Kaoz Lucha Libre och återkomst till Desastre Total Ultraviolento, 2020–
År 2020 brottades Princesa Azul flitigt hos flera större oberoende förbund. I mars 2020 deltog hon i en titelmatch i det Irapuato-baserade förbundet Generación XXI (G21), där hon ställdes mot den regerande mästaren Zeuxis, Reina Dorada och Star Fire. Zeuxis lyckades dock försvara titeln. Hon har även gjort åtskilliga framträdanden i Desastre Total Ultraviolento, där hon bland annat gått en väl genomförd match mot Hahastary (känd från Lucha Libre AAA Worldwide som Hades). Hahastary besegrade Princesa Azul efter drygt tio minuter, med en manöver internationell känd som Cyclorama och i Mexiko bekant som Mosca Español Invertida. Pupubliken visade sin uppskattning genom att kasta in sedlar och mynt i ringen, en vanligt förekommande händelse vid matcher av hög kvalitet i Mexiko.
Hon har sedan hösten 2019 brottats på samtliga av Kaoz Lucha Libres större evenemang.

### Kontrovers med El Hijo de Aníbal

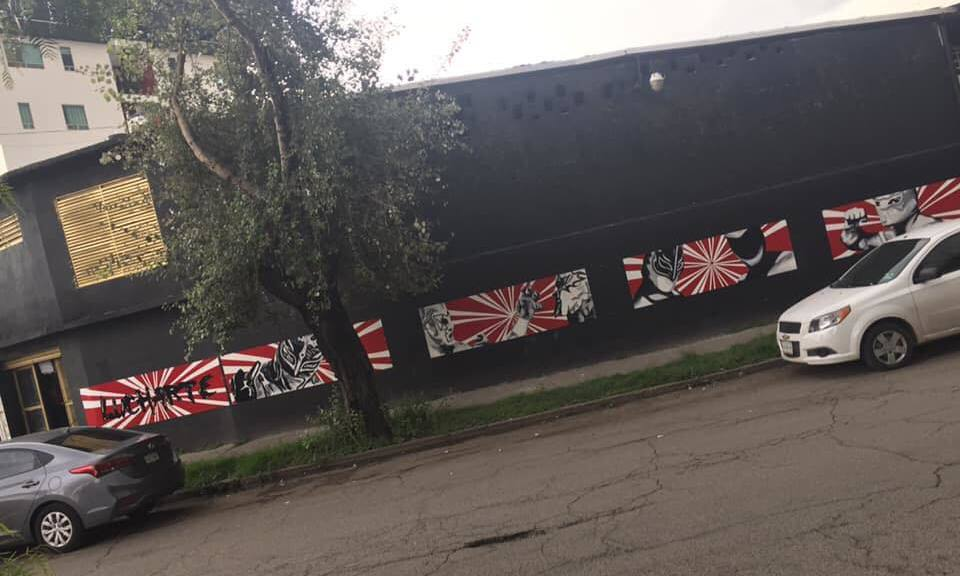
Arena Mamá Lucha-S i Cuautitlán Izcalli, arenan där Princesa Azul blev upplärd.

Princesa Azuls framgång inom lucha libre har delvis nåtts via hennes påstådda familjerelation till dynastin Aníbal, främst i egenskap av att vara El Hijo de Aníbals dotter. I samband med att hon tränades av El Hijo de Aníbal påstås han även ha designat hennes mask, kläder och utrustning; dessa är tydligt inspirerade av den mask och utrustning El Hijo de Aníbal bar under sin egen aktiva karriär. Aníbal påstår sig även ha varit den som valt hennes namn. Den 5 juli 2020, i ett till synes oprovocerat utspel via Facebook, skrev El Hijo de Aníbal plötsligt:
| ”                   | Hej allihopa, jag har lite nyheter: Princesa Azul är inte min dotter, och vi är inte släkt, och från och med nu förbjuder jag henne att tills vidare använda sin mask, utrustning och namn. Jag har varumärkesskyddat dem. | „ |
| – El Hijo de Aníbal | |   |

Två dagar senare pudlade El Hijo de Aníbal. och i ett nytt inlägg berömde han Princesa Azul och kallade henne för en utmärkt fribrottare. Samtidigt  påstod han att han sedan länge planerat ändringen tillsammans med Princesa Azul. Anledningen till förändringen skulle vara att han planerade att istället ge namnet till sin riktiga dotter som precis börjat att träna fribrottning.
Princesa Azul svarade med att någon sådan konversation om namnbyte aldrig ägt rum, och hon erkände att det fanns en kontrovers. I detta inlägg använde hon även hashtaggen #NoAlAcoso, som kan liknas med engelskans #metoo. Tidningen ¡Pasala! intervjuade Princesa Azul om situationen. Där tillkännagav hon att hon både känt sig mobbad och sexuellt trakasserad av El Hijo de Aníbal, och att hon självmant valt att ta avstånd från honom. Princesa Azul fick motta både mordhot och hot om våldtäkt i samband med beskyllningen av El Hijo del Aníbal.
Samma dag intervjuades El Hijo del Aníbal, i denna artikel kallad Aníbal Jr. I intervjun berättade han att har en dotter i samma ålder som Princesa Azul och att det kändes rätt att hans riktiga dotter skulle ha rättigheterna till masken och namnet Princesa Azul. Vidare sade han sig vara besviken och upprörd över hur Princesa Azul förändrat sina ursprungliga kläder och den utrustning hon fått av El Hijo del Aníbal till något mer lättklätt och utmanande. Han nekade fullständigt till anklagelserna om sexuellt ofredande och vädjade till Princesa Azul om att hon skulle ändra designen på sin mask och utrustning, samt överge smeknamnet Hija de Aníbal. Med andra ord backade han från sina krav om att Princesa Azul skulle behöva byta namn. Det framkom senare i en artikel i tidningen Furía de Titánes Lucha Libre, den 7 juli 2020, att El Hijo de Aníbal inte hade patent eller varumärkesskydd för namnet Princesa Azul eller något av hennes övriga namn och smeknamn inom familjen. Utöver det hade han inte officiellt registrerat rättigheterna till sina egna artistnamn. Vad gäller Princesa Azul hade hon aldrig ingått något bindande avtal med någon i Aníbalfamiljen, och hon kunde därmed varken stämmas eller misstänkas för brott.
El Hijo de Aníbal fortsatte att tala ut i media, trots avslöjandet, och tillbakavisade återigen anklagelserna om sexuella övergrepp. Samtidigt gick han till ny attack och underströk att han inte accepterade att en ung kvinna, som varken är hans dotter eller släkting, försörjer sig på hans namn och design och samtidigt utan medgivande förändrar den utstyrsel som han själv skapat, för att framställa sig som ett sexobjekt.
Den 17 september 2020, under Coronaviruspandemin, inställdes ett planerat lucha libre-evenemang i Princesa Azuls hemstad Cuautitlán Izcalli genom ingripande av beväpnade poliser. Ingripandet skedd trots att sådana evenemang i Mexiko vid denna tidpunkt var tillåtna med 30 procent kapacitet. Princesa Azul var bokad att brottas på showen, och arrangörerna lade skulden för nedstängningen på El Hijo de Aníbal. Han sägs ha meddelat polisen att restriktionerna inte efterlevdes, vilket enligt arrangörerna utgjorde en ren lögn.
Medan El Hijo del Aníbal fortsatte att prata om situationen via sociala medier har Princesa Azul inte gjort några fler uttalanden. Hon har behållit sitt namn och sin blå färgkombination.
Princesa Azul har dock sedan kontroversen slutat att använda smeknamnet Nieta de Aníbal och har helt tagit avstånd från Aníbalfamiljen. Hennes nya smeknamn är La Dama de Seda och El Saeta del Azul, som hon tillåts använda efter El Hijo de Aníbals bluff. Kontroversen har inte påverkat hennes karriär negativt, utan hon fortsätter att få bokningar runt om i Mexiko.